# KeyForge
KeyForge to gra karciana autorstwa Richarda Garfielda wydana przez Fantasy Flight Games w 2018. Jest to pierwsza tzw. "unikalna" gra karciana, gdyż każda talia składa się z niepowtarzalnej kombinacji dostępnych kart.
Wydanie polskie ukazało się na początku 2019 nakładem wydawnictwa Rebel.
Gra zdobyła zarówno nagrody Fanów, jak i ekspertów Akademii, wybrane w konkursie Origins Awards 2019 za najlepszą kolekcjonerską grę karcianą.

## Rozgrywka
Celem gry jest zbieranie Aemberu, surowca umożliwiającego wykucie klucza. Gracz, który zrobi to trzykrotnie jako pierwszy, wygrywa grę. Każdy z graczy rozpoczyna rozgrywkę z unikalną talią składającą się z 36 kart różnego rodzaju: postaci, artefaktów czy akcji.
W przeciwieństwie do gier takich jak Magic: The Gathering wystawianie kart z ręki do gry nie wymaga płacenia żadnego kosztu.

## Serie kart
Gra Keyforge jest wydawana seriami:
- Zew Archontów (ang. Call of the Archons), 2018
- Czas Wstąpienia (ang. Age of Ascension), 2019
- Zderzenie Światów (ang. Worlds Collide), 2019
- Masowa Mutacja (ang. Mass Mutation), 2020
- Mroczny Przypływ (ang. Dark Tidings), 2021

## Źródła
1. ↑  KeyForge, the Next Game from the Creator of Magic: The Gathering, Uses Billions of Unique Decks - Gen Con 2018 - IGN.      [dostęp 2019-08-30].
2. ↑  Charlie Hall, KeyForge is a remarkable new card game gunning for both Magic and Hearthstone [online], Polygon, 7 sierpnia 2018 [dostęp 2019-08-30].
3. ↑  KeyForge w planie wydawniczym Rebela - Gry planszowe - POLTERGEIST [online], polter.pl [dostęp 2019-08-30] (pol.).
4. ↑  Root dominates winners at 2019 Origins Awards [online], Tabletop Gaming, 18 czerwca 2019 [dostęp 2022-02-25].
5. ↑  Origins Awards 2019 Winners [online], icv2.com [dostęp 2022-02-25] (ang.).